# Etna (Wein)

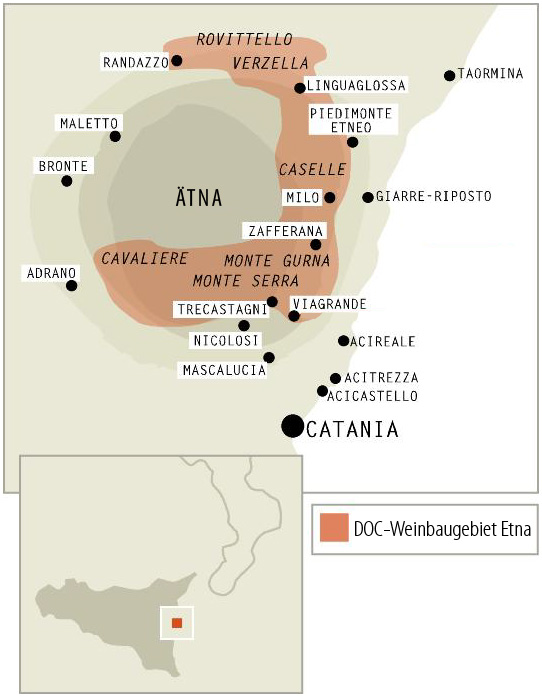
Anbaugebiet Etna DOC

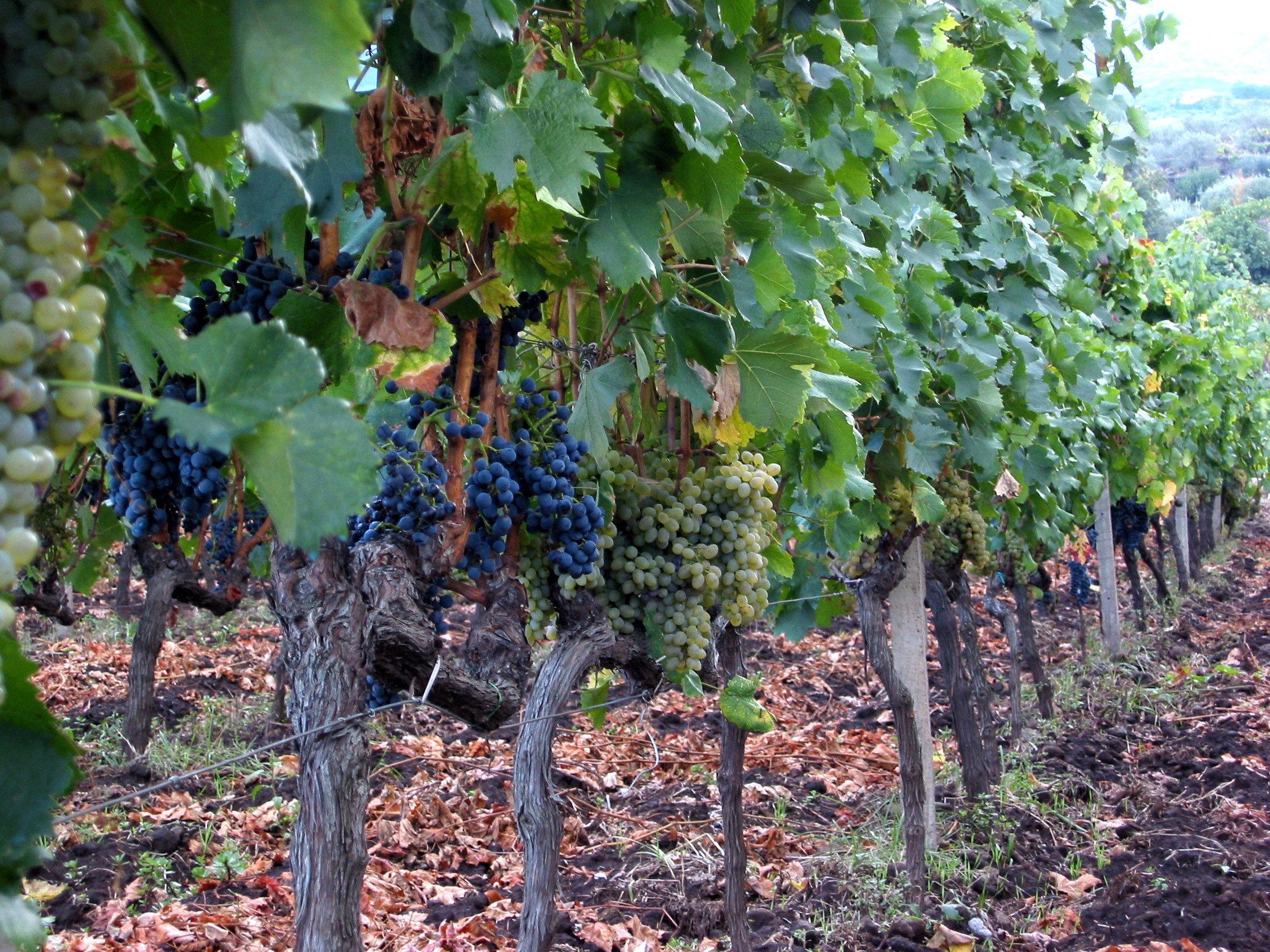
Rote und weiße Reben im Mischsatz am Ätna

Etna ist ein Weinbaugebiet am Fuß des sizilianischen Bergs Ätna. Die hier erzeugten Weine (Etna DOC) besitzen seit 1968 eine „kontrollierte Herkunftsbezeichnung“ (Denominazione di origine controllata – DOC), die zuletzt am 7. März 2014 aktualisiert wurde.

## Geologie
Dieser höchste Berg auf der Mittelmeerinsel ist zugleich der aktivste Vulkan in Europa. Das Anbaugebiet erstreckt sich in einem Gürtel zwischen 450 m und 1100 m Höhe von Randazzo im Norden über Milo im Osten bis um die Südhänge des Ätna. Der Boden ist vulkanisch und sehr reich an Mineralien und besteht zum Großteil aus Lava, Asche und Sand. Dieser sogenannte Zerfallsboden besteht aus unterschiedlich alten eruptiven Materialien. Der hohe Nährstoffgehalt an Eisen, Kupfer, Phosphor, Magnesium und anderen Mineralien garantiert eine gute Ernte.

## Geschichte
Es wird vermutet, dass bereits seit 20.000 Jahren Wein am Ätna wächst. Schon vor der Eroberung der Insel durch die Griechen waren Reben kultiviert worden. Die Griechen verbesserten den Weinbau und importierten neue Rebsorten wie beispielsweise den Carricante, der inzwischen mit dem Namen Grecanico zur wichtigsten Weißweintraube der Region geworden ist. Schon in der Antike werden die Weine des Ätna als besonders geeignet zur Linderung von Krankheiten, Vorbeugung und als wohlschmeckend beschrieben.

## Anbau
Für den Anbau und die Vinifikation sind folgende Gemeinden in der Metropolitanstadt Catania zugelassen: Biancavilla, Santa Maria di Licodia, Paternò, Belpasso, Nicolosi, Pedara, Trecastagni, Viagrande, Aci Sant’Antonio, Acireale, Santa Venerina, Giarre, Mascali, Zafferana Etnea, Milo, S. Alfio, Piedimonte Etneo, Linguaglossa, Castiglione und Randazzo.:Artikel 3
Im Jahr 2017 wurden von 908 Hektar Rebfläche 35.859 Hektoliter DOC-Wein erzeugt.

## Erzeugung
Laut der Denomination sind die Qualitätsbezeichnungen bianco, bianco superiore, rosso, rosso riserva, rosato und spumante erlaubt. Jede dieser Qualitäten ist von der Rebsorten-Zusammensetzung in dem Erlass genau spezifiziert.:Artikel 2
Der Artikel 4 umfasst alle Bestimmungen, die die Bepflanzung, die Art der Kultivierung und Beschneidung sowie Arbeitsbedingungen regeln. Der Hektarertrag darf für alle Weine mit Ausnahme der Riservas 9 t/ha betragen, Etna rosso riserva nur 8 t/ha. Auch in ertragreichen Jahren darf diese Grenze nicht um mehr als 20 % überschritten werden. Der natürliche Alkoholanteil ist wie beim Etna bianco auf 11 Volumenprozent, beim Etna bianco superiore auf 11,5 Vol.-%, beim Etna rosso und Etna rosato auf 12 Vol.-%, beim Etna rosso riserva 12,5 Vol.-% und beim Etna spumante auf 10 Vol.-% festgesetzt.:Artikel 4
Artikel 5 umfasst die Standards für die Weinbereitung. Danach muss die Weinbereitung, Gärung, Reifung, Abfüllung und Alterung in der Flasche im Bereich des Anbaugebietes erfolgen. Riservaweine sind mindestens vier Jahre gelagert, davon mindestens ein Jahr im Holzfass. Schaumwein darf nur durch natürliche Gärung in der Flasche auf der Hefe für mindestens 18 Monate hergestellt werden.:Artikel 5
Im Artikel 6 sind Beschreibungen von Farbe, Geruch, Geschmack und Mindest-Alkoholgehalte der Weine festgehalten:Artikel 6, die Artikel 7 und 8 regeln die Kennzeichnung und die Verpackung. Danach müsse die Weine mit dem Produktionsjahr und können mit einem Markennamen sowie der Herstellerbezeichnung versehen werden, sofern dies nicht zur Irreführung führt. Weitere Attribute zur Weinkennzeichnung sind nicht erlaubt. Verkaufsgrößen zwischen 0,187 und 5 Liter sind erlaubt.

### Weißweine
Im Weißwein (bianco) müssen mindestens 60 Prozent Carricante-Anteil vorhanden sein, also als Cuvée-Anteil höchstens 40 % Catarratto Bianco comune. Außerdem sind bis zu 15 % des Gesamtvolumens auch als Trebbiano-Trauben oder als autochthone Minella bianca möglich. Bianco superiore enthält mindestens 80 % Carricante, der restliche Anteil darf aus Trebbiano, Minella und anderen nicht-aromatischen Weißweinsorten, die in der Region Sizilien für den Anbau zugelassen sind, verwendet werden.

### Rot- und Roséweine
Die hier wichtigste Rotweinsorte ist Nerello Mascalese und muss zu 80 % im Wein enthalten sein, ferner sind bis zu 20 % Nerello Cappuccio (Nerello Mantellato) und bis zu 10 % anderer, auch weißen Rebsorten zugelassen, die zum Anbau in der Region Sizilien verwendet werden dürfen.

### Sekt
Der Anteil von Nerello Mascalese muss mindestens 60 % betragen sowie bis zu 40 % sonstiger in der Region Sizilien zugelassener Rebsorten. Der Spumante darf als rosato oder bianco ausgebaut sein.

## Beschreibungen
Laut Denomination (Auszug)::Artikel 6

### Etna bianco
- Farbe: strohgelb, bisweilen mit leicht goldenen Reflexen
- Geruch: zart, charakteristisch
- Geschmack: trocken, frisch, harmonisch
- Alkoholgehalt: mindestens 11,5 Vol.-%, für „Superiore“ mind. 12,0 Vol.-%
- Säuregehalt: von 5,5 g/l, für „Superiore“ von 5,5 g/l bis 7 g/l
- Trockenextrakt: mind. 18,0 g/l

### Etna rosso
- Farbe: rubinrot – tendiert mit zunehmender Reife zu granatrot
- Geruch: intensiv, charakteristisch
- Geschmack: trocken, sehr warm, voll, harmonisch
- Alkoholgehalt: mindestens 12,5 Vol.-%, für „Riserva“ mind. 13 Vol.-%
- Säuregehalt: mind. 5,0 g/l, für „Riserva“ mind. 4,5 g/l
- Trockenextrakt: mind. 20,0 g/l